# Silvano Boudet Gola
Silvano Boudet Gola   (Santiago de Cuba, 17 de novembre de 1828 - 1863) fou un compositor i bon executant del violí. També dirigí l'orquestra de la catedral de Santiago de Cuba. També tingué una intensa participació en la vida musical de la seva ciutat natal.
Nebot del músic Pedro Boudet. En comptar amb el suport econòmic suficient per estudiar a París, Boudet elevà al Capità General de l'illa, una petició perquè aquest li concedís el permís per efectuar un concert al seu benefici, el qual s'efectuà el 21 d'agost de 1852, i on rescabalà els fons necessaris pel seu viatja i va poder marxar a París. A la capital francesa va obtenir un premi del Conservatori de les Arts, en un renyit concurs amb artistes de fama.
De retorn a Cuba, realitzà gires per La Havana, Matanzas i Bayamo. El 17 de maig de 1857 acompanyà a Santiago de Cuba al pianista Gottschalk i la soprano Adelina Patti. A més en aquest concert Boudet interpretà la seva fantasia: El ave entre las flores per a violí i piano.

## Obres
- Canto del canario i Carnaval de Venècia, variacions per a violí i piano
- El ave entre las flores, fantasía per a violí i piano
- La retozona
- Los gatos
- Missa, a quatre veus: tiple, alt, tenor i baix, amb orquestra;
- Nocturno
- Pensamientos melancólicos
- Primera lección de difuntos, a dúo: tenor i baix, amb orquestra
- Primera lección de difuntos, a tres veus: alt, tenor i baix, amb orquestra
- Segunda lección de difuntos, a solo: tenor, amb orquestra
- Segunda lección de difuntos, a tres veus: alt, tenor i baix, con orquestra
- Recuerdo a mi madre
- Una vez, contradanses.